# Mistrovství světa v atletice 2009 – Muži chůze na 20 km
Závod v chůzi na 20 km  mužů na Mistrovství světa v atletice 2009 se uskutečnil 15. srpna. Zvítězil v něm ruský chodec Valerij Borčin. Závod se uskutečnil na okruhu, vytyčeném na třídě Unter den Linden, se startem i cílem u Braniborské brány. Z 50 startujících jich v teplém letním odpoledni dokončilo 45. Mezi těmi kteří vzdali byli olympijští medailisté z roku 2004 Ivano Brugnetti a Francisco Javier Fernández. Zhruba od 14. kilometru se v čele nacházela trojice pozdějších medailistů, z níž se záhy odpoutal úřadující olympijský šampion Valerij Borčin a vážněji neohrožován došel pro vítězství. Stříbrná medaile, kterou dobyl Wang Chao, znamenala pro Čínu historicky první cenný kov z chodeckých soutěží mistrovství světa.

## Výsledky

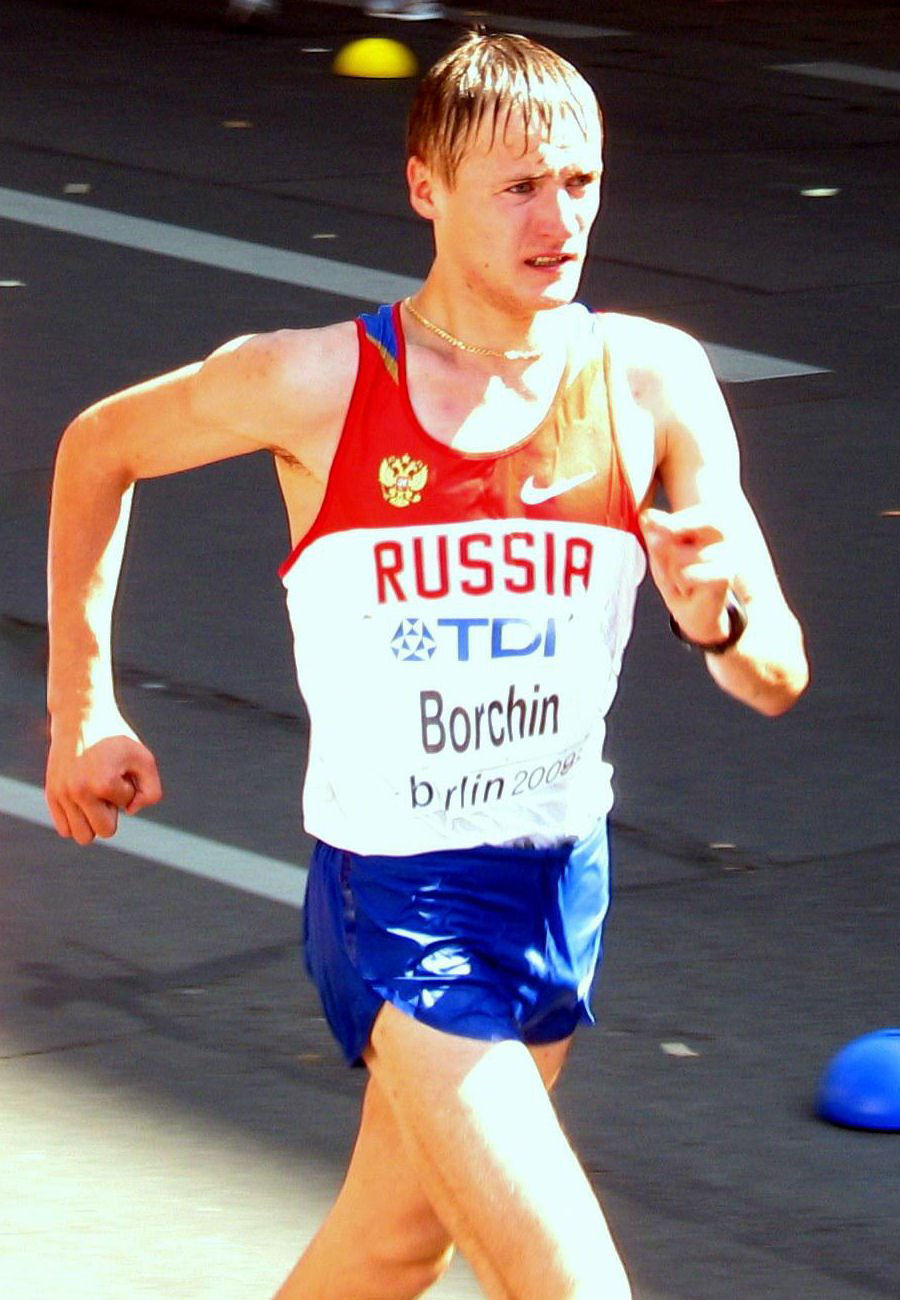
Vítěz Valerij Borčin byl kvůli dopingu později diskvalifikován

|                  | Sportovec      | Čas       |
| ---------------- | -------------- | --------- |
| 1                | Valerij Borčin | 1:18:41 h |
| Zlatá medaile    | Wang Chao      | 1:19:06 h |
| Stříbrná medaile | Eder Sánchez   | 1:19:22 h |
| Bronzová medaile | Giorgio Rubino | 1:19:50 h |
| 5                | Luis López     | 1:20:03 h |
| 6                | Jared Tallent  | 1:20:27 h |
| 7                | Erik Tysse     | 1:20:38 h |
| 8                | Jesús Sánchez  | 1:20:52 h |